# S/y Gedania
Gedania – dwumasztowy, polski jacht pełnomorski (szkuner sztakslowy). 

## Historia

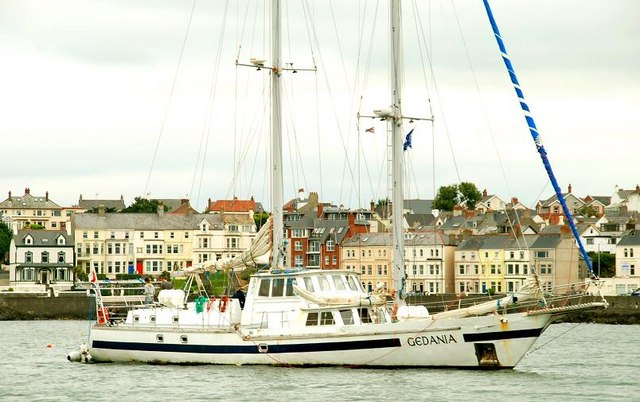
Gedania w Bangor w 2008

Jacht powstał w Stoczni Gdańskiej w 1974. Właścicielem jednostki był Jacht Klub tej stoczni. Został zwodowany w 1975. Pierwszy rejs odbył po Bałtyku. Od 3 lipca 1975 do 9 września 1976 odbył podróż z kapitanem Dariuszem Boguckim za Północne i Południowe koło podbiegunowe przez m.in. przejście Północno-Zachodnie, Kanał Panamski, wyspy Galapagos i Przylądek Horn (pierwsze polskie dotarcie do Antarktyki, pierwsze polskie i pierwsze światowe dopłynięcie jachtem za Południowe Koło Polarne, pierwsze polskie i światowe dotarcie do wyspy Adelaide, sforsowanie Fiordu Laubeauf i pierwsze polskie dotarcie do wysp Deception i Króla Jerzego). Przebyto wówczas 32282 mil morskich. W 1978 roku, z tym samym kapitanem, jednostka popłynęła w rejs przez Szwecję, Danię, wyspę Jan Mayen, północną i zachodnią Islandię, Orkady i ponownie Danię (drugie polskie lądowanie na Jan Mayen, trzecie polskie lądowanie w Akureyri, pierwsze polskie wejście do Heimaey). W 1979 odbywał rejsy po Morzu Śródziemnym, w 1980 opłynął Islandię, w 1981 (kapitan Wojciech Wierzbicki) odbył wyprawę naukowo-sportową Spitsbergen 81 (pierwsze polskie opłynięcie jachtem Spitsbergenu ze wschodu na zachód), w 1982 uczestniczył w międzynarodowym zlocie Cutty Sark Tall Ships Race 82 na Morzu Bałtyckim, w 1983 odbył rejsy do Karskrony i Wielkiej Brytanii z przejściem Kanału LaManche, a w 1984 brał udział w Cutty Sark Tall Ships Race w Kanadzie. W trakcie tej imprezy odwiedził St. John’s na Nowej Fundlandii, gdzie przebywał papież Jan Paweł II, który pobłogosławił jacht i załogę. W latach 1987–1988 odbył swoją najdłuższą wyprawę - dookoła świata z Gdańska, m.in. przez Morze Śródziemne, Kanał Sueski, Ocean Indyjski, Australię, Pacyfik, Kanał Panamski, Morze Karaibskie i Kubę.
W 1989 rozpoczął się remont jachtu, który z braku funduszy został przerwany. W 2002 jednostkę nabyło Sail Training Association Poland. W 2005 przedłużono kadłub o trzy metry i wykonano nową zabudowę wnętrza. Wyposażono ponadto jacht w nowy osprzęt pokładowy i nawigacyjny. „Gedania” nadal pełni służbę.